# Allodinia
Per  allodinia  in campo medico si intende un impulso doloroso sentito dalla persona in seguito a uno stimolo innocuo (spesso capita che il semplice toccare la parte interessata provochi una sensazione di dolore).

## Tipologia
Esistono due forme:
- Allodinia meccanica
- Allodinia tattile

## Patologie correlate
L'allodinia è sempre un sintomo di sindromi dolorose come la distrofia simpatica riflessa o la più comune emicrania.

## Terapia
Si opera chirurgicamente (attraverso la decompressione) se l'allodinia è provocata dalla compressione di un nervo.